# Lautréamont
Lautréamont, Comte de Lautréamont, írói álnév, eredeti neve: Isidore Lucien Ducasse (Montevideo, 1846. április 4. – Párizs, 1870. november 24.) francia költő. Két megjelent munkája, a Maldoror énekei és a Poésies hatalmas hatást gyakorolt a modern művészetekre és az irodalomra, különösen a szürrealizmusra és a szituacionizmusra.

## Élete

### Fiatalkora
Apja François Ducasse, a montevideói francia konzulátus tisztje, anyja Jacquette-Célestine Davezac volt. Gyermekkoráról szinte semmit sem tudunk, annyi bizonyos, hogy 1847. november 16-án keresztelték meg a mondevideói Metropolitan Katedrálisban. Anyja nem sokkal ezután elhunyt, talán egy járvány áldozata lett. 1851-ben, öt éves korában ért véget Montevideo nyolc éven át tartó ostroma, az argentín-uruguayi háború egyik fontos fejezete. Három nyelven beszélt: franciául, spanyolul és angolul. 1859. októberében, tizenhárom éves korában apja Franciaországba küldte tanulni. Tarbesben, az Imperial Lycée-ben kezdte meg középiskolai tanulmányait. 1863-ban beíratták a paui Lycée Louis Barthou-ba, ahol retorikát és filozófiát hallgatott. Kiváló volt matematikából, kiemelkedő rajzkészséggel rendelkezett, gondolkodására és stílusára az extravagancia volt jellemző. Kedvelte Edgar Allan Poe írásait, különösen szerette Percy Bysshe Shelley, George Byron, Adam Mickiewicz, John Milton, Robert Southey, Charles Baudelaire és Alfred de Musset munkáit. Iskolai évei alatt lenyűgözték Corneille és Racine munkái, valamint Szophoklész Ödipusz király című darabjának a király megvakítását bemutató jelenete.  Középiskolai tanulmányai befejezése után Tarbesben élt, ahol barátságot kötött Georges Dazettel, gyámja fiával, s úgy döntött hogy író lesz.

### Párizsi évei

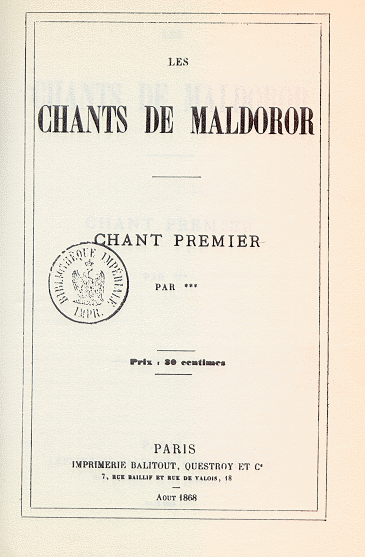
A Maldoror énekei első canto-jának első kiadása

Rövid, apjával Montevideóban töltött idő után Ducasse 1867 végén Párizsban telepedett le. Jelentkezett Megkezdte tanulmányait az École Polytechnique-ben, de egy év után elhagyta az egyetemet. Az apja által folyamatosan küldött támogatások lehetővé tették számára, hogy teljes egészében az írásnak szentelje magát. Egy "intellektuális negyed"-ben élt egy, a Rue Notre-Dame-des-Victoires-en álló szállodában, ahol intenzíven dolgozott a Maldoror énekei első canto-ján. Elképzelhető, hogy a mű megírását már Montevideóban megkezdte, s Párizsba való visszaútja alatt, az óceáni hajóúton folytatta. Ducasse a közeli könyvtárak rendszeres látogatója volt, leginkább romantikus irodalmat, valamint tudományos munkákat és enciklopédiákat olvasott. A kiadó Léon Genonceaux így írta le: "magas, sötét fiatalember, szakálltalan, gyors, ügyes és szorgalmas". Ugyanő említi, hogy Ducasse "csak éjszaka írt, ült a zongorája mellett, vad kijelentéseket tett, miközben a billentyűket verte, a hangok újabb és újabb változatait kalapálva". Mindamellett ennek a beszámolónak nincs bizonyítéka, s az irodalomtörténészek általában megbízhatatlannak tekintik.  1868 végén Ducasse anonim módon, saját költségén megjelentette a Maldoror énekei első canto-ját, egy harminckét oldalas füzetke formájában (Chant premier, par ***)
1868. november 10. Ducasse egy levelet küldött Victor Hugo-nak, a levél tartalmazta a Maldoror énekei első canto-jának két példányát. Ducasse Hugo ajánlását kérte a mű további közzétételéhez. Az első canto új kiadása 1869. januárjának végén jelent meg, a Parfums de l'Âme antológiában Bordeaux-ban. E kiadásban használta Ducasse először a Comte de Lautréamont írói álnevet. Az általa választott név Eugène Sue egy népszerű, 1837-ben írott regénye egy alakja, Latréaumont nyomán született.  Sue alakja hasonlóan gőgös és istenkáromló, mint Ducasse Maldorora. A teljes, hat canto-ból álló mű 1869-ben jelent meg Brüsszelben, Albert Lacroix kiadójánál. A könyvet már kinyomtatták, amikor Lacroix visszautasította, hogy a könyvkereskedőknek terjessze, mivel félt attól, hogy bevádolják istenkáromlás vagy obszcenitás miatt. Ducasse úgy vélte, hogy mindez azért van, mert a műben "túl durva színekkel festette le az életet" (levele Darasse bankárhoz 1870. március 12.-én). Ducasse gyorsan megkérte Auguste Poulet-Malassist, aki Baudelaire Les Fleurs du mal című kötete kiadója volt, hogy kötetéből küldjön példányokat a kritikusoknak. Poulet-Malassis ugyanebben a  hónapban bejelentette a kötet hamarosan megjelenő kiadását a Franciaországban betiltott és külföldön kiadott kiadványok negyedéves folyóiratában, ennek ellenére kevés ember figyelmét keltette fel a kötet: mindössze a Bulletin du Bibliophile és a Bibliothécaire című lapok írtak róla 1870 májusában: "A kötet feltehetőleg a bibliográfiai érdekességek közt találja meg majd helyét".
1869 tavaszán Ducasse sűrűn váltogatta címét: a Faubourg Montmartre 32-ből a Rue Vivienne 15-be költözött, majd hamarosan visszatért a Rue du Faubourg Montmartre 32-be, ahol az e címen levő hotel 7. számú szobájában lakott. Amíg könyve terjesztésére várt, egy új művön kezdett dolgozni, amely az általa írt, "a gonosz fenomenológiai leírását" tartalmazó Maldoror énekei folytatásának szánt, s amely a jó dicsérete lett volna. A két munka együtt alkotott volna egy egészet, "a jó és a rossz dichotómiáját". E munkája torzó maradt. 1870 áprilisában és júniusában közzétette a munka két első részletét, amely nyilvánvalóan a "jó énekének" az előszava volt (Poésies I. és II.). E munkát már saját neve alatt jelentette meg, a Lautréamont álnevet elhagyta. Így írt második művéről: „A melankólia helyébe a bátorság, a kétségébe a bizonyosság, a kétségbeesés helyébe a remény, a rosszindulatéba a jó, a panaszokéba a kötelesség, a szkepticizmuséba a hit, a szofizmus helyébe a hűvös egyenlőség, a büszkeség helyébe a szerénységet helyeztem.” Ugyanebben az időben Ducasse szövegrészleteket vett át híres szerzők munkáiból, kifordította, korrigálta és nyíltan plagizálta a Poésies számára: A plágium szükségszerű. Ez a haladás egyik eleme. Ez szorítja feszesre a szerző gondolatait, használja kifejezéseit, elveti a hamis ötleteket helyettesítve azokat a helyes ötletekkel.
Szövegeket vett át többek közt Blaise Pascal Pensées-éből, La Rochefoucault maximáiból, Jean de La Bruyère, Luc de Clapiers, Dante, Immanuel Kant és La Fontaine műveiből. Ennek az "aforista prózának" nem volt megszabott ára: minden vásárló saját maga döntötte el, mekkora összeget fizet ki érte.

### Halála
1870. július 19-én III. Napóleon hadat üzent a Porosz Királyságnak. Párizst ostromolni kezdték szeptember 17-én, ez a szituáció Ducasse kora gyerekkorából már ismerős volt, Montevideo ostromából. Az ostromlott város lakóinak életkörülményei rohamosan romlottak. A szálloda tulajdonosa említi, hogy Ducasse "heveny lázzal" megbetegedett. 24 éves korában hunyt el szállodai szobájában 1870. november 24-én, reggel 8 órakor. Halotti bizonyítványáról hiányzik a halál okának megnevezése. Mivel az ostromlott városban tartani lehetett egy járvány kitörésétől, Ducasse-t másnap temették el a Notre Dame de Lorette-ben tartott szertartás után a félreeső Cimetière du Nord temetőbe. 1871. januárjában a testet egy másik temetőbe szállították, de ennek dokumentációja elveszett, végső nyughelye így mindmáig ismeretlen. 
A Poésies-ben Lautréamont megjegyzi: „Nem hagyok hátra emlékiratokat”, s valóban, a Maldoror énekei alkotójának élete mindmáig javarészt ismeretlen.

## Hatása a szürrealizmusra
1917-ben a francia író Philippe Soupault felfedezte a Maldoror énekei egy példányát egy kis könyvesbolt matematikai könyvei közt, közel a katonai kórházhoz, ahol épp tartózkodott. Emlékirataiban így írt erről: „A számomra engedélyezett gyertya fényénél olvasni kezdtem a könyvet. Olyan volt, mint a megvilágosodás. Reggel elolvastam ismét, s meggyőződtem arról, hogy álmodtam... Másnap André Breton látogatott meg, kölcsönadtam neki a könyvet, s kértem, olvassa el. A következő nap visszahozta, éppoly lelkesen, amilyen én voltam.”
E felfedezésnek köszönhetően Lautréamont-ot megismerték a szürrealisták, akik hamarosan mint prófétájukat kezdték tisztelni. Mint „kiátkozott költőt” (poètes maudits) Baudelaire és Arthur Rimbaud mellett a szürrealista Pantheonba emelték, s a szürrealizmus közvetlen előfutárának tekintették. André Gide Rimbaud-nál is jelentősebb alkotónak, „a holnap irodalma kapujának mesterének” tartotta. Louis Aragon és André Breton felfedezték a Poésies-nek addig a Francia Nemzeti Könyvtárban lappangó néhány példányát, s 1919. áprilisában és májusában a Literarure című magazinban publikálták. 1925-ben a Le Disque Vert szürrealista magazin különszámot szentelt Lautréamont-nak Le cas Lautréamont címmel. Egy 1927-es írásukban Soupault és Breton Lautréamontot a szürrealista mozgalom "védőszentjének" nevezték. 1940-ben Breton szerepeltette a költőt a fekete humorról szóló antológiájában. 
Man Ray egyik alkotásának címe L'énigme d'Isidore Ducasse (Isidore Ducasse rejtélye). A mű 1920-ban készült el, egyfajta referencia a Maldoror énekei hatodik canto-ja harmadik fejezete egyik híres sorára. Lautréamont itt úgy ír le egy fiatal fiút, hogy "szép, mint a varrógép és az esernyő véletlen találkozása a boncasztalon". André Breton szintén gyakran használta ezt a sort a szürrealista diszlokáció példájaként. Max Ernst definiálta a szürrealista festmény szerkezetét Lautréamont "véletlen találkozás a boncasztalon" sora nyomán mint "két valóság összekapcsolását, amelyek sehogy sem illeszkednek egymáshoz, olyan körülmények között, amelyek sehogy sem illeszkednek hozzájuk". 
A Maldoror énekei számos művészre hatással volt: Fray De Geetere, Salvador Dalí, Man Ray, Jacques Houplain, Jindřich Štyrský, René Magritte, Georg Baselitz és Victor Man. Önálló, a mű hatását tükröző alkotásokat készítettek Max Ernst, Victor Brauner, Óscar Domínguez, André Masson, Joan Miró, Aimé Césaire, Roberto Matta, Wolfgang Paalen, Kurt Seligmann és Yves Tanguy. Amedeo Modigliani folyton magánál tartotta a mű egy példányát, s a Montparnasse-n tett sétái közben idézgetett belőle.

## Magyarul
- Maldoror énekei; ford. Bognár Róbert, utószó Bajomi Lázár Endre, ill. Szemethy Imre; Európa, Budapest, 1981
- Maldoror énekei; ford. Bognár Róbert, utószó Bajomi Lázár; Európa, Budapest, 1988 (Lyra mundi)
- Maldoror énekei; ford. Bognár Róbert [19]

## Külső hivatkozások
Lautréamont művei a Magyar Elektronikus Könyvtárban

## Fordítás
- Ez a szócikk részben vagy egészben  a   Comte de Lautréamont című angol Wikipédia-szócikk ezen változatának fordításán alapul.  Az eredeti cikk szerkesztőit annak laptörténete sorolja fel. Ez a jelzés csupán a megfogalmazás eredetét és a szerzői jogokat jelzi, nem szolgál a cikkben szereplő információk forrásmegjelöléseként.